# Нашахалам

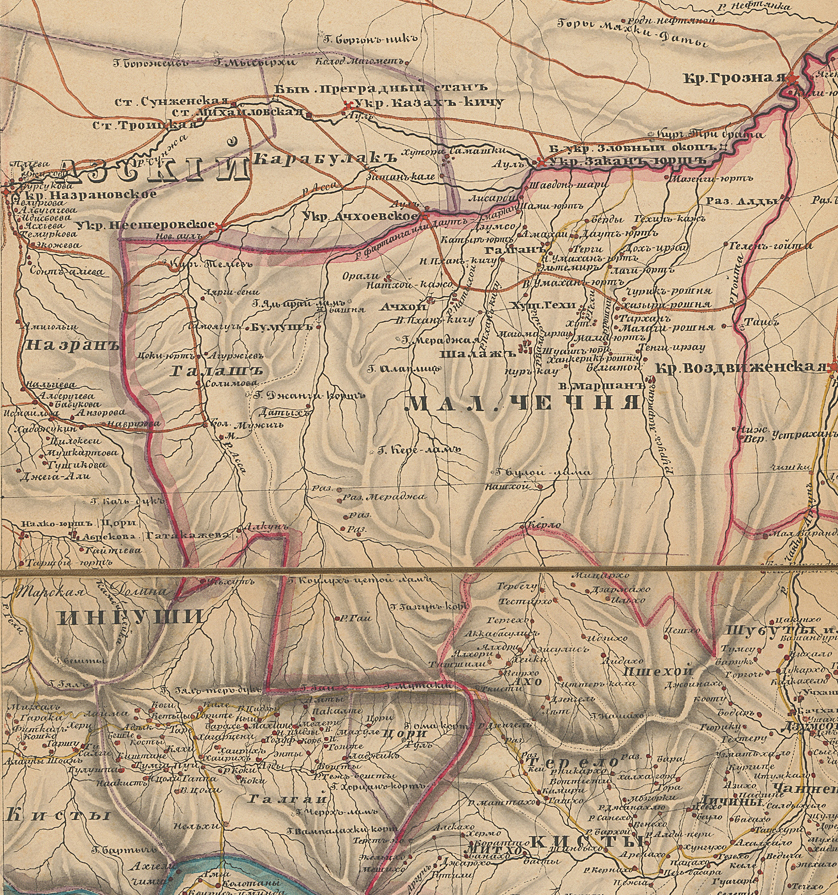
Карта Малой Чечни 1847 г.

Нашахалам (Нашхой-лам, Нашхойн-лам, Макузыр-корт) — горная вершина в Ачхой-Мартановском районе Чеченской Республики. Высота над уровнем моря составляет 2357,8 м. Расположена в восточной части Большого Кавказа в исторической области Нашха к северо-западу от горы Еккыркорт. На склонах горы берут начало несколько горных потоков, впадающих в Мартан, Гехи и Рошню. По сведениям начала XX века, вершина горы служила тригонометрическим пунктом.

## Достопримечательности
Около селения Моцарой в скальной нише горы Нашахалам находится каменная башня. Длина её фасада составляет 12 м, а высота 9—10 м.